# Di indigetes
En la terminología del filólogo clásico alemán Georg Wissowa, los dioses indigetes («originarios del país, oriundos», en latín: di indigetes) eran un grupo de dioses, númenes y genios romanos no adoptados de otras mitologías, oponiéndose así a los di novensides («dioses recién llegados»).  Se le llamaron en Roma indigetes a una categoría de divinidades numerosísimas, cuya función se limita al cumplimiento de un acto determinado y que en general no poseen mitología. Estos estaban por todas partes y algunos indigetes acompañaban a la persona desde su mismísimo nacimiento. 
El término Indiges («Indígena») es un epíteto del latín clásico, aplicada a la deidad solar Sol (Sol Indiges) y a Júpiter de Lavinio, más tarde identificado con Eneas. Wissowa interpretó que significaba «indígena», pero se trata de una deducción que no está unánimemente aceptada. El verdadero significado del término «indiges» permanece en la incógnita. 
Una teoría supone que significa «hablante interior», y que es anterior al reconocimiento de las personas divinas. Otra teoría, por su parte, a la que se adhiere el Oxford Classical Dictionary, apunta a que significa «invocado» («dirigido a», como en la palabra relacionada indigitamenta, referida a las listas de deidades que mantenía el colegio de pontífices para asegurar que se invocaran los nombres divinos correctos en las oraciones públicas). Sin embargo, la clasificación como conjunto de divinidades autóctonas antes que importadas es la más habitual.
Las Indigitamenta son himnos en honor de los dioses romanos, particularmente de los indigetes. La Indigitamenta es término colectivo con el que los romanos designaban a un grupo de divinidades. Divinidades menores que realizaban funciones muy concretas y particulares y que reflejaban el pensamiento mágico de la religión romana. Según los Padres de la Iglesia, que nos han conservado principalmente el recuerdo de los dioses indigetes, se trataba de una muchedumbre de dioses ocupados. Actuaban desde el principio hasta el final de la vida de un ser humano: el primero de ellos, Vitunno, daba vida al niño para que pudiera nacer, y el último de ellos, Viduus, separa el alma del cuerpo cuando muere. En la época clásica solo sobrevivieron en el pensamiento de los pontífices y el las letras de los historiadores como Varrón, cuyas obras son la fuente de autores cristianos. Su estudio está más cerca de la historia de las religiones que de la mitología.  
W.H. Roscher recopiló la lista moderna estándar de la indigitamenta.  Roscher, sin embargo, no considera que Robigus ni Maya (Maia) formaran parte de los indigitamenta. Maya es «una deidad conocida aparentemente sólo por los sacerdotes y los sabios», según Macrobio  una indigitación de la Bona Dea.  Otras menciones son dudosas: Orco y Vejove son de origen incierto pero probablemente indigetes. Mercurio es tardío aunque etimológicamente uno de los indigetes. A continuación de mencionaran a los dioses de las indigitamentas recopilados por Roscher: está marcados en negrita una sola vez. 

## Númenes agrestes

### Númenes del medio rural
Entre los indigitamenta Arnobio describe varias diosas importantes en el medio rural. Melona de la miel, Bubona del ganado  y Rusina (Rurina) de los campos (rus, «de ahí rústico»).  Melona (Mellona, Mellonia, Melonia) fomentaba el suministro de miel (mel, mellis). Arnobio la describe en relación con las abejas, que cuidaba y protegía la dulzura de la miel. Nemestrino (Nemestrinus) es el dios de las arboledas (nemora, singular nemus). Empanda o Panda (o Cela) es la ‘diosa de lo rústico’, la que da asilo (Juno) o de comer (Ceres). Puta era la diosa de la poda. Espiniense (Spiniensis) era el dios de las espinas. Vermino (Verminus) protegía al ganado de las enfermedades. Valonia (Vallonia, Vallona) tutelaba los valles, Ascenso (Ascensus) los terrenos inclinados y las laderas (del verbo scando, scandere, scansus, «escalar, subir»), Colatina (Collatina) las colinas (collis)  y Montino (Montinus) las montañas.

### Asistentes de Ceres del grano
Ceres era invocaba junto a a doce númenes asistentes menores especializados para asegurarse la ayuda y protección divinas en cada etapa del ciclo del grano. Estos eran, a saber: Vervactor (‘el que ara’), Reparātor (‘el que prepara la tierra’), Imporcǐtor (‘el que ara con surco ancho’), Insitor (‘el que planta semillas’), Obarātor (‘el que traza la primera arada’), Occātor (‘el que trabaja la tierra’), Serritor (‘el que excava’), Subruncinator (‘el que escarda’), Mĕssor (‘el que lo cosecha’), Convector (‘el que transporta lo cosechado’), Conditor (‘el que lo almacena’) y Promitor (‘el que lo distribuye’).

### Númenes de la fertilidad y la cosecha
Rusor era invocado junto con Altor durante los sacrificios a Telus y Telumo (Rusor proviene de rursus, «de nuevo», debido a la naturaleza cíclica de la agricultura). Hostilina hace crecer uniformemente el grano. Lacturno (Lactans o Lacturnos) hace subir la «leche», en la espiga en formación. Volutina induce la formación de «envolturas» (involumenta) o envolturas foliares. Noduto (Nodutus, Nodutis) hace que se forme el nódulo (nodus, «nudo»). Patelena (Patellana, Patella, Patela) abre (pateo, patere) el grano. Runcina es la escardadora o segadora.
Tres diosa eran invocadas en época de plantar. Segetia (o Segesta), Semonia y Seya (Seia, Setia). Segetia se encarga de los tallos y las espigas.  Semonia el la diosa tutelar de la siembra  Seya (Seia, Setia) preside las semillas de trigo que habían sido prantadas.  Seya, como Fructesea, se deriva de fructus, «producir, fruto»). Sator era el ‘dios sembrador’. Mesia (Messia), la segadora, asociada a Tutelina (Messia, femenina de Mĕssor). Noduterense (Noduterensis o Terense, Terensis) el dios de la trilla. Tutelina (Tutulina, Tutilina) vela por los granos recolectados. Esterculino o Estercucio (Sterquilinus, Sterces, Stercutus, Sterculus, Sterculinus) abona los campos (‘estiércol’).

## Númenes de la infancia y los nacimientos
Una ingente cantidad de deidades cuidaban todos los aspectos de la concepción, el embarazo, el parto y el desarrollo del niño. Sorano de Éfeso aconsejaba a las comadronas que no fueran supersticiosas. En la Antigüedad, el parto seguía siendo una experiencia potencialmente mortal. Las listas más extensas de deidades relacionadas con el ciclo del crecimiento humano proceden de los Padres de la Iglesia, especialmente de Agustín de Hipona y Tertuliano. El propósito de los escritores patrísticos era desacreditar la religión romana tradicional, no obstante estos téxtos son útiles porque proporcionan información que no se encuentra en otras fuentes.

### Antes de nacer el niño
Los númenes principales dentro de esta categoría rigen el destino y propician la aparición de la vida. El primero de ellos, Vitumno (Vitumnus, Vitunno), es el vivificador, "creador de vida". Nona y Décima son las Parcas del embarazo y la duración de la vida. Consevio (Consevius, Deus Consevius, Consivius), es el dios de la concepción (propagación e inseminación, de con-serere, "sembrar"; título de Jano). Jana (Iana) es la paredra de Jano y como tal diosa de los comienzos.
Les siguen los númenes que guían a las parejas de nuevos matrimonios para la procreación de una nueva vida. Jugatino (Jugatinus) es un dios conyugal (de iugare, "unir, yugo, casar"). Manturna es la diosa conyugal que hace que la pareja permanezca unida (del verbo maneo, manere). Viriplaca mediaba en los matrimonios conflictivos y propiciaba la reconciliación. Cinxia está relacionada con el ceñidor o cinturón (cingulum) que lleva la novia para simbolizar que su marido está "ceñido y atado" (cinctus vinctusque) a ella.  Agustín llama a esta diosa Virginiensis (virgo, «virgen»), indicando que el desatarla es la pérdida simbólica de la virginidad. Unxia ungía el umbral o el poste de la puerta de su futuro hogar antes de que la novia entrara en la casa.
Importantes son los númenes del acto sexual. Perfica (de ‘completar’) está presente en el coito ininterrumpido. Agenoria otorgaba el poder de reacción a los estímulos; tenía un santuario en la colina del Aventino. Estímula (Stimula), identificada con Sémele, de los estímulos que mueve al hombre al exceso del acto sexual. Prema, del verbo primo, primere, presionar, hacía sumisa sexualmente a la novia en la noche de bodas. Agustín la llama dea Mater, diosa madre. Subigo (Subigus) es el dios de la noche de bodas, que hace que la novia ceda ante su marido (de subigo, subigere, "subyugar" sexualmente). Mutuno Tutuno (o Mutino Titino, Tutinus, Mutunus Tutunus o Mutinus Titinus)  y Pertunda permiten la penetración sexual.  El culto a Mutunus estaba asociado al fascinum sagrado.  Pertunda, de pertundere, «penetrar», era invocada por las parejas recién casadas antes de su primera relación sexual; presidía la pérdida de la virginidad.
Mena o Dea Mena con Juno aseguraba el flujo menstrual, que se redirige para alimentar al niño en desarrollo. Fluonia o Fluvionia, de fluo, fluere, "fluir", a quienes las parejas recién casadas la invocaban para detener el flujo menstrual y permitir así la concepción. Alemona alimenta al embrión o, en general, alimenta el crecimiento en el útero.  Relacionados con Vitumno están Sentino (Sentinus) y Sentia; estos conceden la sensibilidad o los poderes de percepción de los sentidos (sensus). Agustín lo llama sensificator, «creador de la sensibilidad».

### Después de nacer el niño
Partula supervisa el parto (partus).  Dos hermanas, Antevorta (Porrima o Prorsa), que ve el futuro, y Postuerta (Postvorta), que ve el pasado; evitan el parto de nalgas. Lucina (ora Juno, ora Diana) introduce al bebé en la luz (lux, lucis). Vaticano (Vaticanus, Vagitanus, Vagitano) abre la boca del recién nacido para su primer llanto. Levana levanta al bebé, que era depositado ceremonialmente como contacto simbólico con la tierra. Candelífera, la diosa cíclica que «lleva la vela»; pudiera proporciona luz artificial para el trabajo nocturno.
Deverra (de deverro, «barrer») era uno de los tres dioses que protegían a las comadronas y a las parturientas,  siendo los otros dos Pilumno (Pilumnus) o Picumno (Picumnus) e Intercidona. Pilumno se aseguraba de que los niños crecieran bien y se mantuvieran sanos.  Picumno confería fuerza y prosperidad.  Intercidona protegía a la madre y a su hijo recién nacido de las vejaciones del dios Silvano (Silvanus). Está simbolizada por un hacha. Rumina o Ruma promueve la lactancia. Esta diosa recibía libaciones de leche, poco común entre los romanos. Nundina preside el dies lustricus y el nombramiento de los niños.
Estatina (Statina, Statilina) y su esposo Estatino (Statinus, Statanus o Statilinus) presiden el primer intento del niño por ponerse de pie.   Potina (Potica o Potua) es la diosa que le da de beber y procede de potio (‘beber’). Educa (también Edusa, Edula, Edulia, Edesia) le permite tomar alimento (de edo, edere, esus, ‘comer’). Osipago construye huesos fuertes (probablemente epíteto de Juno, de ossa, "huesos" y pango, pangere, "insertar, fijar, establecer"). Cunina protege la cuna de la magia malévola. Cuba ayuda al niño en la transición de la cuna a la cama. Pavencia (Paventia o Paventina) aleja el miedo (pavor) del niño. Peta se ocupa de sus "primeros deseos". Abeona, que guía sus primeros pasos lejos del hogar de la familia, y Adeona, que lo vuelve a él. Interduca y Domiduca lo acompañan al salir de casa y volver a casa. Cacio (Pater Catius, ‘padre Cacio’) es invocado para agudizar la mente de los niños en su desarrollo intelectual. Fabulino (Fabulinus) provoca las primeras palabras del niño;  a quien Tertuliano llama Farino (Farinus). Locucio (Locutius) le permite formar frases. Volumna y Volumno (Volumnus) son los dioses tutelares de las guarderías y los recienes nacidos, otorgan al niño la voluntad de hacer el bien. Numeria da al niño la capacidad de contar.

## Más númenes de laindigitamenta
Las Acta Arvalia conservan los nombres de cuatro «diosas funcionales». Debían ser invocados para un piaculum, una propiciación realizada antes de destruir un árbol. Sus nombres, con apariencia de gerundios latinos, son Adolenda (referencia a quemar el árbol), Commolenda o Conmolanda (reducirlo a astillas), Deferunda y Coinquenda (talar el árbol). W.H. Roscher las incluye entre los indigitamenta.
De los dioses domésticos, Laterano (Lateranus) es el antiguo dios tutelar de los hogares (foci) y genio de los hornos de ladrillo.  En el medio urbano, tres divinidades protegían la entrada de las casas. Fórculo (Forculus) velaba por los batientes de las puertas (fores), Cardea de los goznes (cardo, cardinis) y Limentino el umbral (limināris, lumen). Lima también es diosa del umbral.  Otras divinidades indigetes guardan relación con lugares, como Jano con las puertas o Clivicola (Cliuicola) con las calles en declive (de clivus, pendiente o calle). Domiduco (Domiducus o Domicio, Domitio) y su consorte de Domiduca preservan el hogar (domus) de los recién casados. Limi (o Limones en plural) son espíritus guardianes (curatores) de los clivi (cuestas, calles) de Roma.
Entre los dioses del lucro están Esculano (Aescolanus) es dios de las monedas de cobre (aes), padre de Argentino (Argentinus), dios las monedas de plata.  Fuera de este grupo nos encontramos a Aferenda (Afferenda), que se encargaba de la ofrenda de la dote  y Arculo (Arculus), la divinidad tutelar de las arcae (cofres, arcas).
De los dioses del infierno se incluyen a Libitina (Libentina o Lubentina), diosa de los funerales y los entierros (metonimia por la muerte, o epíteto de Venus; los enterradores eran conocidos como libitinarii). Morta de las tres Parcas preside la muerte. Nenia es la diosa de la lamentación fúnebre. Vidio (Vidius, Viduus) es un dios menor que separaba el alma del cuerpo al morir. Tenía una capilla a las afueras de la ciudad.
Agonio (Agonius) ayudaba en las peleas y contiendas (posiblemente como protector de los soldados). Mola, asociada en el culto al poder de Marte. Ayo Locucio (Aius Locutius) fue la voz divina que previno a Roma de una invasión de galos. Aventino (Aventinus) fue el rey de los aborígenes y epónimo de la colina. Céculo (Caeculus) fue el fundador de Praeneste y epónimo de la gens Cecilia. Fesona (Fessona, Fessonia), diosa que aliviaba el cansancio. Odoria la diosa de los olores, relacionada con las corrientes de agua dulce. Pelonia (Pellonia) era una diosa que se creía que protegía a la gente de sus enemigos ahuyentando a estos últimos. Polencia (Pollencia) una diosa bélica de poder, fuerza y victoria. Prestana (Praestana, Praestitia, Presticia) era una diosa bélica de la excelencia. Redículo (Rediculus, o Tutanus, Tutano) probablemente un dios protector, con un templo en Porta Capena. Stata Mater era una diosa compital que protegía contra los incendios. Estrenua (Strenua) o Estrenia (Strenia) era la diosa que purifica el año nuevo con bienestar. Venilia está asociada al viento y al mar. Vica Pota fue desplazada por Victoria. Volupia era el deleite. Victa presidía la comida y la nutrición. Septimoncio (Septimontius) estaba asociado a las siete colinas de Roma.